# Johann Drauth
Johann Drauth, magyaros írásmóddal Drauth János (Brassó, 1679. szeptember 29. – Nagyszeben, 1733. március 21.) brassói városi kapitány.

## Élete
Simon Drauth városbíró fia volt. A gimnáziumot szülőhelyén végezte el, majd jogi tanulmányokra indult a jénai, hallei (1701) és a lipcsei egyetemeken. A tanulás helyett azonban inkább az ivásra és kártyajátékra adta a fejét. Visszatérve Erdélybe, 1713. november 29-én Nagyszebenben katolikus vallásra tért át, és tagja lett a városi tanácsnak. Leányát apácakolostorban helyezte el, és 1716-ban Bécsben maga is belépett a jezsuita rendbe. 1719-ben otthagyta a rendet, és újból megnősült; nejével és leányával visszatért Brassóba, s ismét városi tanácsos lett. Később Wallis gróf, városi katonai parancsnok támogatásával a városi kapitány tisztségét töltötte be.

## Munkái
- Eile und errette deine Seele. Gen. 19… Wien, 1714. (Újabb kiadása angol nyelven 2011-ben, ISBN 9781246284096)